# 3847 Šindel
A 3847 Šindel (ideiglenes jelöléssel 1982 DY1) a Naprendszer kisbolygóövében található aszteroida. Antonín Mrkos fedezte fel 1982. február 16-án.